# Лоренцсон Юрій Євгенович
Лоренцсон Юрій Євгенович (2 грудня 1930 — 2003) — російський академічний веслувальник.
Срібний призер Олімпійських Ігор 1976 року в складі розпашної двійки зі стерновим, бронзовий призер 1968 року в складі вісімки, учасник 1960, 1964, 1972 років.
Срібний призер Чемпіонату світу 1962 року в складі вісімки.
Чемпіон Європи 1967 року в складі розпашної четвірки зі стерновим, срібний призер 1963, 1964 років у складі вісімки, бронзовий призер 1973 року в складі вісімки.